# PokerStars Festival Saison 1
Résultats et tournois de la saison 1 du PokerStars Festival.

## Résultats et tournois

### New Jersey

#### Main Event
- Lieu : Resorts Casino Hotel, Atlantic City,  États-Unis[1],[2]
- Prix d'entrée : 1 100 $[1],[2]
- Date : Du 1er au 5 novembre 2016[1],[2]
- Nombre de joueurs :  208
- Prize Pool : 201 760 $
- Nombre de places payées :  39

| Place | Nom                  | Prix     |
| ----- | -------------------- | -------- |
| 1er   | Jason Acosta         | 38 220 $ |
| 2e    | Mike Gagliano        | 28 116 $ |
| 3e    | Eli Kim              | 20 683 $ |
| 4e    | David Johnston       | 15 215 $ |
| 5e    | Matt Affleck         | 11 193 $ |
| 6e    | Sridhar Sangannagari | 8 234 $  |
| 7e    | Rocco Dicondina      | 6 057 $  |
| 8e    | Peter Smyth          | 4 455 $  |

#### High Roller
- Lieu : Resorts Casino Hotel, Atlantic City,  États-Unis[1],[3]
- Prix d'entrée : 2 200 $[1],[3]
- Date : 4 et 5 novembre 2016[1],[3]
- Nombre de joueurs :  16
- Prize Pool : 31 040 $
- Nombre de places payées :  3

| Place | Nom              | Prix     |
| ----- | ---------------- | -------- |
| 1er   | Jack Duong       | 15 520 $ |
| 2e    | Jennifer Shahade | 9 312 $  |
| 3e    | Randy Lew        | 6 208 $  |

### Londres

#### Main Event
- Lieu : Hippodrome Casino, Londres,  Angleterre[4],[5]
- Prix d'entrée : 990 £[4],[5]
- Date : Du 25 au 29 janvier 2017[4],[5]
- Nombre de joueurs :  778 (+ 166)
- Prize Pool : 824 112 £
- Nombre de places payées :  183

| Place | Nom             | Prix     |
| ----- | --------------- | -------- |
| 1er   | Rehman Kassam   | 89 320 £ |
| 2e    | Daniel Harwood  | 95 000 £ |
| 3e    | Eric Cech       | 70 000 £ |
| 4e    | Yuriy Boyko     | 43 370 £ |
| 5e    | Clément Tripodi | 31 510 £ |
| 6e    | Ludovic Geilich | 22 950 £ |
| 7e    | Alexis Fleur    | 16 702 £ |
| 8e    | Lam Van Trinh   | 12 150 £ |

#### High Roller
- Lieu : Hippodrome Casino, Londres,  Angleterre[4],[6]
- Prix d'entrée : 2 200 £[4],[6]
- Date : 24 et 25 janvier 2017[4],[6]
- Nombre de joueurs :  166 (+ 12)
- Prize Pool : 345 320 £
- Nombre de places payées :  34

| Place | Nom            | Prix     |
| ----- | -------------- | -------- |
| 1er   | Joe Johnson    | 59 912 £ |
| 2e    | Enzo Del Piero | 56 678 £ |
| 3e    | Harry Lodge    | 36 150 £ |
| 4e    | Yuriy Boyko    | 26 500 £ |
| 5e    | Nicolas Beker  | 19 410 £ |
| 6e    | Nicolas Cardyn | 14 240 £ |
| 7e    | Jonathan Clark | 10 440 £ |
| 8e    | Nathan Manuel  | 7 650 £  |

### Rozvadov

#### Main Event
- Lieu : King's Casino, Rozvadov,  République tchèque[7],[8]
- Prix d'entrée : 1 100 €[7],[8]
- Date : Du 9 au 13 mars 2017[7],[8]
- Nombre de joueurs :  1 123
- Prize Pool : 1 089 310 €
- Nombre de places payées :  215

| Place | Nom              | Prix      |
| ----- | ---------------- | --------- |
| 1er   | Petr Svoboda     | 124 346 € |
| 2e    | Michal Lubas     | 91 000 €  |
| 3e    | Stanislav Koleno | 87 444 €  |
| 4e    | Michael Rohde    | 78 966 €  |
| 5e    | Cenk Oguz        | 39 078 €  |
| 6e    | Marian Flesar    | 28 086 €  |
| 7e    | Peter Kamaras    | 20 186 €  |
| 8e    | Jan Stariat      | 14 508 €  |

#### High Roller
- Lieu : King's Casino, Rozvadov,  République tchèque[7],[9]
- Prix d'entrée : 2 200 €[7],[9]
- Date : 12 et 13 mars 2017[7],[9]
- Nombre de joueurs :  118
- Prize Pool : 228 920 €
- Nombre de places payées :  20

| Place | Nom                    | Prix     |
| ----- | ---------------------- | -------- |
| 1er   | Boris Kuzmanovic       | 37 791 € |
| 2e    | Aviv Meiri             | 36 428 € |
| 3e    | Sebastian Malec        | 37 637 € |
| 4e    | Anestis Anagnostidis   | 20 914 € |
| 5e    | Michael Uguccioni      | 15 863 € |
| 6e    | Pietro Errante Parrino | 12 032 € |
| 7e    | Robert Zipf            | 9 126 €  |
| 8e    | Zoltan Ban             | 6 922 €  |

### Chili

#### Main Event
- Lieu : Casino Enjoy, Viña del Mar,  Chili[10],[11]
- Prix d'entrée : 1 650 $[10],[11]
- Date : Du 23 au 27 mai 2017[10],[11]
- Nombre de joueurs :  329
- Prize Pool : 500 000 $
- Nombre de places payées :  47

| Place | Nom                  | Prix     |
| ----- | -------------------- | -------- |
| 1er   | Christopher Franco   | 97 360 $ |
| 2e    | Juan Sebastián Gómez | 61 900 $ |
| 3e    | Sergio Dario Tello   | 46 400 $ |
| 4e    | Andrés Vega          | 37 560 $ |
| 5e    | Amos Ben             | 29 600 $ |
| 6e    | Rodrigo Zambra       | 22 600 $ |
| 7e    | Oscar Toloso         | 16 600 $ |
| 8e    | Diego Lizana         | 12 200 $ |

#### High Roller
- Lieu : Casino Enjoy, Viña del Mar,  Chili[10],[12]
- Prix d'entrée : 3 300 $[10],[12]
- Date : Du 21 au 23 mai 2017[10],[12]
- Nombre de joueurs :  15
- Prize Pool : 43 650 $
- Nombre de places payées :  3

| Place | Nom             | Prix     |
| ----- | --------------- | -------- |
| 1er   | Leo Fernández   | 20 950 $ |
| 2e    | Rodrigo Borquez | 13 960 $ |
| 3e    | Lucas González  | 8 740 $  |

### Marbella

#### Main Event
- Lieu : Casino Marbella, Marbella,  Espagne[13],[14]
- Prix d'entrée : 1 100 €[13],[14]
- Date : Du 21 au 25 juin 2017[13],[14]
- Nombre de joueurs :  949
- Prize Pool : 911 040 €
- Nombre de places payées :  135

| Place | Nom                 | Prix      |
| ----- | ------------------- | --------- |
| 1er   | Ignacio De Maturana | 152 400 € |
| 2e    | Iñigo Martin        | 95 500 €  |
| 3e    | Leo Margets         | 95 500 €  |
| 4e    | Fernando González   | 54 100 €  |
| 5e    | Ignacio Romera      | 42 100 €  |
| 6e    | José Fibla          | 31 200 €  |
| 7e    | Fabrizio Privitena  | 22 300 €  |
| 8e    | Marco Paul Lander   | 15 900 €  |

#### High Roller
- Lieu : Casino Marbella, Marbella,  Espagne[13],[15]
- Prix d'entrée : 2 200 €[13],[15]
- Date : 23 et 24 juin 2017[13],[15]
- Nombre de joueurs :  184
- Prize Pool : 353 280 €
- Nombre de places payées :  27

| Place | Nom             | Prix     |
| ----- | --------------- | -------- |
| 1er   | Oriol Vaquero   | 78 200 € |
| 2e    | David Calzada   | 52 800 € |
| 3e    | David Jakobson  | 36 350 € |
| 4e    | Rui Rosas       | 29 650 € |
| 5e    | Robert Auer     | 23 650 € |
| 6e    | Michal Ozimek   | 18 130 € |
| 7e    | Alexandre Amiel | 13 200 € |
| 8e    | Ladislao Batlle | 9 550 €  |

### Corée

#### Main Event
- Lieu : Paradise City, Incheon,  Corée du Sud[16],[17]
- Prix d'entrée : 1 650 000 KRW[16],[17]
- Date : Du 20 au 24 juillet 2017[16],[17]
- Nombre de joueurs :  197 (+ 88)
- Prize Pool : 427 500 000 KRW
- Nombre de places payées :  39

| Place | Nom                 | Prix           |
| ----- | ------------------- | -------------- |
| 1er   | Taehoon Han         | 83 130 000 KRW |
| 2e    | Yuki Ko             | 55 280 000 KRW |
| 3e    | Weikuo Hsiao        | 40 430 000 KRW |
| 4e    | Mitsuru Sano        | 32 635 000 KRW |
| 5e    | Harunobu Kojima     | 25 600 000 KRW |
| 6e    | Scott Janik         | 19 400 000 KRW |
| 7e    | Jwahyoung Kim       | 14 220 000 KRW |
| 8e    | Dmitrii Kovalevskii | 10 450 000 KRW |

#### High Roller
- Lieu : Paradise City, Incheon,  Corée du Sud[16],[18]
- Prix d'entrée : 4 350 000 KRW[16],[18]
- Date : 20 et 21 juillet 2017[16],[18]
- Nombre de joueurs :  34 (+ 28)
- Prize Pool : 240 560 000 KRW
- Nombre de places payées :  8

| Place | Nom                 | Prix           |
| ----- | ------------------- | -------------- |
| 1er   | Boyuan Qu           | 72 160 000 KRW |
| 2e    | Kazuhiko Yotsushika | 52 200 000 KRW |
| 3e    | Takayuki Iwamoto    | 33 680 000 KRW |
| 4e    | Horzuchi Yutaka     | 25 500 000 KRW |
| 5e    | Randy Lew           | 19 730 000 KRW |
| 6e    | Daniel Demicki      | 15 400 000 KRW |
| 7e    | Xingbiao Zhu        | 12 270 000 KRW |
| 8e    | Sparrow Cheung      | 9 620 000 KRW  |

### Lille

#### Main Event
- Lieu : Hôtel-Casino Barrière de Lille, Lille,  France[19],[20]
- Prix d'entrée : 1 100 €[19],[20]
- Date : Du 20 au 23 juillet 2017[19],[20]
- Nombre de joueurs :  800
- Prize Pool : 768 000 €
- Nombre de places payées :  119

| Place | Nom                | Prix      |
| ----- | ------------------ | --------- |
| 1er   | Philippe Le Touche | 143 000 € |
| 2e    | Kim Amanton        | 88 000 €  |
| 3e    | Jonathan Amasse    | 62 200 €  |
| 4e    | Jean-Marie Piette  | 46 390 €  |
| 5e    | Paul Bahbout       | 36 590 €  |
| 6e    | Oystein Nordli     | 27 460 €  |
| 7e    | Fabrice Halleux    | 19 550 €  |
| 8e    | Florent Lusardi    | 13 600 €  |
| 9e    | Guanghong Lin      | 10 800 €  |

#### High Roller
- Lieu : Hôtel-Casino Barrière de Lille, Lille,  France[19],[21]
- Prix d'entrée : 2 200 €[19],[21]
- Date : 22 et 23 juillet 2017[19],[21]
- Nombre de joueurs :  151
- Prize Pool : 289 920 €
- Nombre de places payées :  20

| Place | Nom                | Prix     |
| ----- | ------------------ | -------- |
| 1er   | Olli Autio         | 69 600 € |
| 2e    | Daan Mulders       | 47 400 € |
| 3e    | Kalidou Sow        | 31 300 € |
| 4e    | Timo Kamphues      | 25 809 € |
| 5e    | Jaafar Bettioui    | 20 700 € |
| 6e    | Madi Macalou       | 16 200 € |
| 7e    | Ezequiel Lebed     | 12 130 € |
| 8e    | Aleksandar Tomovic | 9 000 €  |
| 9e    | Michel Leibgorin   | 6 960 €  |

### Manille

#### Main Event
- Lieu : City of Dreams, Manille,  Philippines[22]
- Prix d'entrée : 55 000 PHP[22]
- Date : Du 3 au 7 août 2017[22]
- Nombre de joueurs :  594
- Prize Pool : 28 809 000 PHP
- Nombre de places payées :  87

| Place | Nom              | Prix          |
| ----- | ---------------- | ------------- |
| 1er   | Uday Bansal      | 4 676 000 PHP |
| 2e    | Antti Halme      | 4 273 000 PHP |
| 3e    | Michael Falcon   | 2 456 000 PHP |
| 4e    | Mike Takayama    | 1 900 000 PHP |
| 5e    | Jaehyun Lim      | 1 500 000 PHP |
| 6e    | Samad Razavi     | 1 170 000 PHP |
| 7e    | Kenneth Buck     | 870 000 PHP   |
| 8e    | Hoa Thinh Nguyen | 596 000 PHP   |
| 9e    | Tien Than Nguyen | 470 000 PHP   |

#### High Roller
- Lieu : City of Dreams, Manille,  Philippines[22],[23]
- Prix d'entrée : 215 000 PHP[22],[23]
- Date : 2 et 3 août 2017[22],[23]
- Nombre de joueurs :  47
- Prize Pool : 9 118 000 PHP
- Nombre de places payées :  6

| Place | Nom             | Prix          |
| ----- | --------------- | ------------- |
| 1er   | Peter Plater    | 3 100 000 PHP |
| 2e    | Sathesh Muthu   | 2 140 000 PHP |
| 3e    | Hermann Lee     | 1 368 000 PHP |
| 4e    | Yo Seb Rhee     | 1 050 000 PHP |
| 5e    | Jun Obara       | 820 000 PHP   |
| 6e    | Timofey Asmolov | 640 000 PHP   |

### Bucarest

#### Main Event
- Lieu : JW Marriott Bucharest Grand Hotel, Bucarest,  Roumanie[24]
- Prix d'entrée : 1 100 €[24]
- Date : Du 2 au 6 août 2017[24]
- Nombre de joueurs :  736
- Prize Pool : 706 560 €
- Nombre de places payées :  80

| Place | Nom                | Prix      |
| ----- | ------------------ | --------- |
| 1er   | Sam Grafton        | 117 707 € |
| 2e    | Anil Olgun Ozdemir | 96 993 €  |
| 3e    | Daniel Nietrzebka  | 57 600 €  |
| 4e    | Fahredin Mustafov  | 43 500 €  |
| 5e    | Patrick Bueno      | 34 400 €  |
| 6e    | Johann Eclapier    | 26 091 €  |
| 7e    | Traian Bostan      | 18 720 €  |
| 8e    | Yuriy Kudrynskyy   | 12 790 €  |

#### High Roller
- Lieu : JW Marriott Bucharest Grand Hotel, Bucarest,  Roumanie[24],[25]
- Prix d'entrée : 2 200 €[24],[25]
- Date : Du 4 au 6 août 2017[24],[25]
- Nombre de joueurs :  101 (+10)
- Prize Pool : 215 340 €
- Nombre de places payées :  15

| Place | Nom             | Prix     |
| ----- | --------------- | -------- |
| 1er   | Or Patreanu     | 55 500 € |
| 2e    | Alin Pandilica  | 38 100 € |
| 3e    | Eduard Norel    | 24 980 € |
| 4e    | Georges Yazbeck | 20 200 € |
| 5e    | Cosmin Voinea   | 16 250 € |
| 6e    | Dawid Borkowski | 12 700 € |
| 7e    | Alexandru Cinca | 10 050 € |
| 8e    | Mihai Stinca    | 7 650 €  |
| 9e    | Élie Ghazal     | 5 600 €  |

### Uruguay

#### Main Event
- Lieu : Conrad Punta del Este Resort & Casino, Punta del Este,  Uruguay[26],[27]
- Prix d'entrée : 1 650 $[26],[27]
- Date : Du 18 au 22 septembre 2017[26],[27]
- Nombre de joueurs :  260
- Prize Pool : 379 755 $
- Nombre de places payées :  39

| Place | Nom              | Prix     |
| ----- | ---------------- | -------- |
| 1er   | Julio Belluscio  | 66 748 $ |
| 2e    | Julio Arocena    | 60 027 $ |
| 3e    | Hector Barua     | 37 020 $ |
| 4e    | Ernesto Panno    | 29 880 $ |
| 5e    | Osvaldo Naves    | 23 440 $ |
| 6e    | Juan Pérez       | 17 740 $ |
| 7e    | Alejandro Garcia | 13 020 $ |
| 8e    | Renan Toniolo    | 9 560 $  |

#### High Roller
- Lieu : Conrad Punta del Este Resort & Casino, Punta del Este,  Uruguay[26],[28]
- Prix d'entrée : 3 300 $[26],[28]
- Date : Du 21 au 23 septembre 2017[26],[28]
- Nombre de joueurs :  64
- Prize Pool : 186 240 $
- Nombre de places payées :  9

| Place | Nom                | Prix     |
| ----- | ------------------ | -------- |
| 1er   | Juan Garcia        | 54 480 $ |
| 2e    | Christopher Franco | 39 120 $ |
| 3e    | Jean Sierra        | 25 420 $ |
| 4e    | Ernesto Panno      | 19 180 $ |
| 5e    | Alejandro López    | 14 900 $ |
| 6e    | Martín Crosa       | 11 540 $ |
| 7e    | Andrés Viola       | 9 120 $  |
| 8e    | Matias Scaffo      | 7 080 $  |
| 9e    | Cristian Fernández | 5 400 $  |

### Dublin

#### Main Event
- Lieu : Regency Hotel, Dublin,  Irlande[29],[30]
- Prix d'entrée : 1 100 €[29],[30]
- Date : Du 28 septembre au 1er octobre 2017[29],[30]
- Nombre de joueurs :  544
- Prize Pool : 679 000 €
- Nombre de places payées :  79

| Place | Nom                  | Prix     |
| ----- | -------------------- | -------- |
| 1er   | Gary McGinty         | 91 808 € |
| 2e    | Jim O'Callaghan      | 74 797 € |
| 3e    | Antonio Merone       | 78 554 € |
| 4e    | Sean Prendiville     | 71 161 € |
| 5e    | Ivan Tononi          | 35 780 € |
| 6e    | Declan Connolly      | 28 110 € |
| 7e    | Mick Graydon         | 20 980 € |
| 8e    | Alexander Bretherton | 14 530 € |

#### High Roller
- Lieu : Regency Hotel, Dublin,  Irlande[29],[31]
- Prix d'entrée : 2 200 €[29],[31]
- Date : 30 septembre et 1er octobre 2017[29],[31]
- Nombre de joueurs :  85
- Prize Pool : 164 900 €
- Nombre de places payées :  11

| Place | Nom                  | Prix     |
| ----- | -------------------- | -------- |
| 1er   | Max Silver           | 45 350 € |
| 2e    | Fraser MacIntyre     | 32 240 € |
| 3e    | Peter Eichhardt      | 21 110 € |
| 4e    | David Borkowski      | 16 240 € |
| 5e    | Helio Bandeira Neves | 12 860 € |
| 6e    | Fabian Gumz          | 10 060 € |
| 7e    | Thomas Dunwoodie     | 7 920 €  |
| 8e    | Zikai Li             | 6 180 €  |
| 9e    | Hans Tangermann      | 4 700 €  |

### Sotchi

#### Main Event
- Lieu : Sochi Casino and Resort, Sotchi,  Russie[32],[33]
- Prix d'entrée : 66 000 RUB[32],[33]
- Date : Du 19 au 22 octobre 2017[32],[33]
- Nombre de joueurs :  699
- Prize Pool : 40 681 800 RUB
- Nombre de places payées :  103

| Place | Nom                    | Prix          |
| ----- | ---------------------- | ------------- |
| 1er   | Aleksandr Merzhvinskiy | 7 700 000 RUB |
| 2e    | Alexsandr Denisov      | 4 700 000 RUB |
| 3e    | Nikita Myshkin         | 3 350 000 RUB |
| 4e    | Alexander Shlyakhov    | 2 600 000 RUB |
| 5e    | Valentin Zolotilov     | 2 000 000 RUB |
| 6e    | Andrey Kotelnikov      | 1 560 000 RUB |
| 7e    | Mikhail Zamyatin       | 1 101 800 RUB |
| 8e    | Kirill Denisenko       | 770 000 RUB   |

#### High Roller
- Lieu : Sochi Casino and Resort, Sotchi,  Russie[32],[34]
- Prix d'entrée : 132 000 RUB[32],[34]
- Date : 21 et 22 octobre 2017[32],[34]
- Nombre de joueurs :  97
- Prize Pool : 11 290 800 RUB
- Nombre de places payées :  13

| Place | Nom                 | Prix          |
| ----- | ------------------- | ------------- |
| 1er   | Kiryl Radzivonau    | 3 000 000 RUB |
| 2e    | Oleg Lipkin         | 2 091 000 RUB |
| 3e    | Daniil Gavrilov     | 1 375 000 RUB |
| 4e    | Andrey Andreev      | 1 080 000 RUB |
| 5e    | Vanush Mnatcakanian | 870 800 RUB   |
| 6e    | Dmitriy Chop        | 680 000 RUB   |
| 7e    | Yakov Oranskiy      | 535 000 RUB   |
| 8e    | Mikhail Sokolov     | 410 000 RUB   |
| 9e    | Dmitrii Deviatov    | 315 000 RUB   |

### Hambourg

#### Main Event
- Lieu : Casino Schenefeld, Hambourg,  Allemagne[35],[36]
- Prix d'entrée : 1 100 €[35],[36]
- Date : Du 22 au 26 novembre 2017[35],[36]
- Nombre de joueurs :  567
- Prize Pool : 549 990 €
- Nombre de places payées :  79

| Place | Nom              | Prix      |
| ----- | ---------------- | --------- |
| 1er   | Ulrich Pauls     | 105 850 € |
| 2e    | Michal Lubas     | 66 220 €  |
| 3e    | Jan Sigel        | 47 410 €  |
| 4e    | Behzad Zarnegar  | 36 960 €  |
| 5e    | Bo Rundström     | 28 980 €  |
| 6e    | Andrei Nodea     | 22 770 €  |
| 7e    | Karolis Domarkas | 16 990 €  |
| 8e    | Marcin Horecki   | 11 770 €  |

#### High Roller
- Lieu : Casino Schenefeld, Hambourg,  Allemagne[35],[37]
- Prix d'entrée : 2 200 €[35],[37]
- Date : 21 et 22 novembre 2017[35],[37]
- Nombre de joueurs :  100
- Prize Pool : 174 600 €
- Nombre de places payées :  13

| Place | Nom               | Prix     |
| ----- | ----------------- | -------- |
| 1er   | Andre Haneberg    | 46 380 € |
| 2e    | De Han Kim        | 32 210 € |
| 3e    | Martin Wendt      | 21 300 € |
| 4e    | Jamila von Perger | 16 670 € |
| 5e    | Eric Henning      | 13 440 € |
| 6e    | Adnan Dizdarevic  | 10 480 € |
| 7e    | Toni Vardjavand   | 8 290 €  |
| 8e    | Frederik Jensen   | 6 460 €  |